# Национална странка (ЈАР)
Национална странка (афр. Nasionale Party) је била политичка партија на власти у Јужноафричкој Републици од 1948. до 1994. године. Основана је 1915, а распуштена 1997. године. Владавину странке обележила је расна дискриминација не-белаца, позната као Апартхејд.
Странку је основала скупина африканера-националиста у граду Блумфонтејн. Први пут је освојила већину у парламенту 1924. године, у коалицији с Радничком партијом. Странка је 1930. године подржала да беле жене добију право гласа, а поткопавала је напоре људи из расно мешаних веза да добију право гласа. Током Другог светског рата, странка је водила изразито антибританску политику.
По доласку на власт 1948. године, странка је почела да примењује политику апартхејда и у пракси, с циљем да бела мањина и даље држаи политичко-економску моћ у Јужној Африци. Године 1958, организовано је десет тзв. Бантустана, односно аутономних региона у које је требало да се преселе сви црнци.
Национална странка била је снажан заговорник републиканизма, супротно британској монархистичкој традицији. Јужна Африка је добила статус британског доминиона 1910. године. Октобра 1960. године, одржан је референдум на којем је већина гласала да Јужна Африка буде република и тиме изађе из чланства Комонвелта. Пошто је то био период када су многе афричке колоније сткле независност, њихови вође нису благонаклоно гледали на расистички режим у Јужној Африци. То је водило већој изолацији Јужне Африке и даљњој примени политике апартхејда.
Раст економских проблема, међународна изолација и остали проблеми су до 1980-их навели Националну странку да покрене реформе. Фредерик Вилем де Клерк је 1990. године укинуо апартхејд и допустио легално деловање Афричком националном конгресу. Године 1994, расписани су парламентарни избори на којима је АНК однео уверљиву победу.
Национална странка је 1997. године променила име у Нова национална странка, како би се дистанцирала од своје непопуларне историје. Године 2005, њено федерално веће изгласало је распуштање странке и прикључење редовима АНК-а.
Године 2008, основана је Национална странка Јужне Африке, чије вођство тврди да немају никакве везе с политиком старе Националне странке, него своју инспирацију налазе у расном јединству и политици Фредрика Вилема де Клерка.